# Gerhard Zemann
Gerhard Zemann, né le 21 mars 1940 et mort le 13 avril 2010 à Salzbourg est un acteur autrichien. Il est décédé d'un infarctus. Il est surtout connu pour son rôle dans la série télévisée Rex, chien flic.

## Biographie et carrière
Gerhard Zemann reçoit sa formation de metteur en scène et acteur au Mozarteum de Salzbourg où il travaille ensuite comme professeur de théâtre. Il a fait ses débuts sur scène au Théâtre d'État de Salzbourg. 
Suivent alors des engagements sur différentes scènes allemandes. En 1989, il tient le rôle principal dans le film Caracas, qui a remporté le prix de la Jeunesse au Festival de Cannes en 1989  et le prix Max-Ophüls au Festival Max Ophüls en 1990. 
Gerhard Zemann joue également dans des séries télévisées telles que Monaco Franze, Die Hausmeisterin et Peter and Paul mais il se fera connaître d’un large public international en tant que médecin légiste, le Dr Leo Graf dans 119 épisodes de la série policière télévisée Rex, chien flic. 

## Filmographie
- 1967: Ostwind de Kurt Meisel: Lemer Imer
- 1983: Monaco Franze, Der ewige Stenz: Mehr seelisch, verstehen’s : Ludwig Hirsch
- 1986: Rette mich, wer kann (six épisodes): Samul Katelbach
- 1987-1992: Die Hausmeisterin (20 épisodes): Zach Ecker
- 1989: Caracas de Michael Schottenberg: Giorgio Vettori
- 1990-1991: Wenn das die Nachbarn wüßten (10 épisodes):  Lobner Spielmann
- 1994: Tatort: Ostwärts : Eny Castell
- 1994: Der Salzbaron (7 épisodes) : Mik Limoges
- 1994-1998: Peter und Paul (14 épisodes) : Al Ruscio
- 1994-2004: Rex chien flic (119 épisodes) : Dr Peter Waskin
- 1996: Stockinger: Salzburger Kugeln: Dr Peter Waskin
- 1997: Ein idealer Kanditat (5 épisodes): le Dr Welisch
- 2004: SOKO Kitzbühel: Blutiger Abschied: Sig Müller
- 2007-2010: Oben ohne (16 épisodes) l'inspecteur Zich Wenninger
- 2009 : Rex, chien flic : L’ultima partitia : Dr Peter Waskin

### Doublage
- 1994-2004 puis 2008-2009 : Rex : Dr Peter Waskin, médecin légiste  (saison 1 à 10 puis saison 12) Doublé par Jean-Pierre Delage dans les premiers épisodes, par Francis Lax de 1994 à 2003, et en 2009 et par Didier Cherbuy de 2003 à 2004